# 河万濮
河 万濮（ハ・マンボク、朝鮮語: 하만복/河萬濮、1911年または1914年1月30日 - 1965年8月2日）は、日本統治時代の朝鮮および大韓民国の実業家、政治家。第2代韓国国会議員。本貫は晋陽河氏。河 万僕（読み、ハングル同/河萬僕）という表記も見られる。
ジャーナリストの趙鏞寿の母方のおじである。

## 経歴
慶尚南道晋州市大谷面丹牧里生まれ。漢文修学。朝鮮時代は海産物の委託販売で大金を稼いで、晋陽郡で河信商事会社を経営し、釜山でゴム工場も設置した資産家だった。地元の行事や水害にもよく寄付をした。解放後は南朝鮮過度政府立法議員、反民族行為特別調査委員会委員を務めた。1948年の初代総選挙では4895票を得て落選したものの、1950年の第2代総選挙では無所属で晋陽郡選挙区から出馬して、11164票で国会議員に当選した。

## エピソード
1934年、多くの住民が戸税（住民税）を払えないと聞くと、親の残した遺産を使い2000ウォンを代納した。